# 1960 في كوريا الجنوبية
فيما يلي قوائم الأحداث التي وقعت خلال عام 1960 في كوريا الجنوبية.

## أحداث
- 4 أبريل – استأنفت كوريا الجنوبية واليابان التجارة بينهما على الرغم من عدم تطبيع العلاقات الدبلوماسية بين البلدين حتى عام 1965.

## سياسة

### تعيين في المنصب
- 23 أبريل – ين بو سون نائب رئيس كوريا الجنوبية،رئيس كوريا الجنوبية.

### انتهاء فترة المنصب
- 26 أبريل – إي سنغ مان رئيس كوريا الجنوبية.
- 26 أبريل – ين بو سون نائب رئيس كوريا الجنوبية.

## رياضة
- 1 يناير – كأس آسيا 1960

## مواليد

### فبراير
- 10 فبراير – تشونغ يونغ هوان لاعب كرة قدم كوري جنوبي.

### أبريل
- 21 أبريل – كم يونغ سي لاعب كرة قدم كوري جنوبي.

### مايو
- 25 مايو – أوه يون-كيو لاعب كرة قدم كوري جنوبي.

### يوليو
- 26 يوليو – لي سيونغ هون ملاكم كوري جنوبي.

### أغسطس
- 11 أغسطس – بارك تشونغ بال ملاكم كوري جنوبي.

### ديسمبر
- 20 ديسمبر – كيم كي دوك